# Horní Hynčina
Horní Hynčina (německy Ober Heinzendorf) je vesnice, část obce Pohledy v okrese Svitavy v Pardubickém kraji.

## Název
Do poloviny 19. století je název vesnice doloženo je v německé podobě (která je původní), nejprve (1320) jako Heinzeldorf, později už jen Heinzendorf (s pravopisnými variantami). Bylo založeno na osobním jméně Heinz (nebo jeho zdrobnělině Heinzel), což byla domácká podoba jména Heinrich. České jméno vsi bylo vytvořeno až v roce 1846 a odvozeno od osobního jména Hynek, domácké podoby německého jména Heinrich. Od poloviny 18. století byl připojován přívlastek Ober (česky Horní) na rozlišení od (Dolní) Hynčiny u Zábřeha.

## Historie

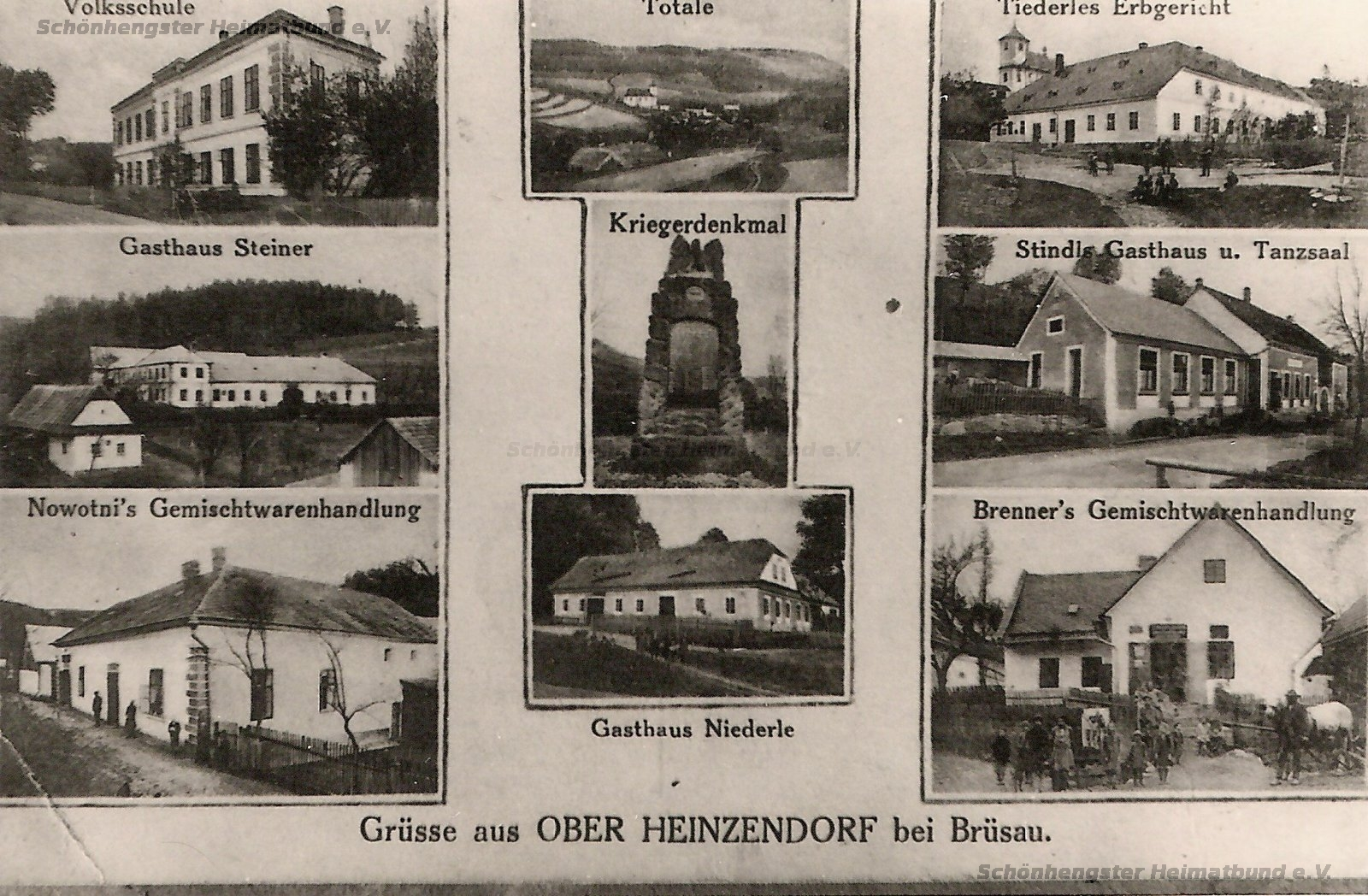
Horní Hynčina v letech před první světovou válkou

Horní Hynčina je větší vesnice, která je dnes součásti menších, sousedních Pohledů a její název již prakticky zanikl. Stojí zde barokní farní kostel sv.Mikuláše. Pod kostelem stávala velká malebná rychta, zbytečně zbořená bez náhradní výstavby. Podél silnice od Pohledů do Březové nad Svitavou stojí v hlubokém údolí velmi mnoho malebných usedlostí a chalup. Nedaleko kostela je bývalá škola a drobná kaplička. Ve vsi bývalo mnoho občanů zaměstnáváno v zemědělství.
V roce 2007 bylo ve střední části vsi, v prostoru mezi kostelem sv. Mikuláše a bývalou školou, dnes Obecním úřadem, vybudováno víceúčelové hřiště na volejbal, tenis, malou kopanou, košíkovou, atd. Součástí je i technické zázemí (dřevěná chatka) sloužící k uložení sítí, míčů a laviček. V témže roce zde bylo vybudováno parkoviště, které slouží i pro návštěvníky kostela a místního hřbitova.

## Pamětihodnosti
- Kostel svatého Mikuláše z roku 1759
- Kaplička
- Socha sv. Jana Nepomuckého
- Železný kříž při silnici směrem do města Březová nad Svitavou s letopočtem 1871.
- Smírčí kámen s reliéfem kříže a letopočtem 1883. Značně poškozený.
- Železný kříž s kamenným podstavcem na konci obce směrem do Březové nad Svitavou v blízkosti silnice s nápisem L. P. 1899.
- Pomník obětem první světové války v blízkosti kostela sv. Mikuláše z roku 1921. Tvůrcem desky se seznam obětí M. Kubitschek, Moravská Třebová.

## Další fotografie

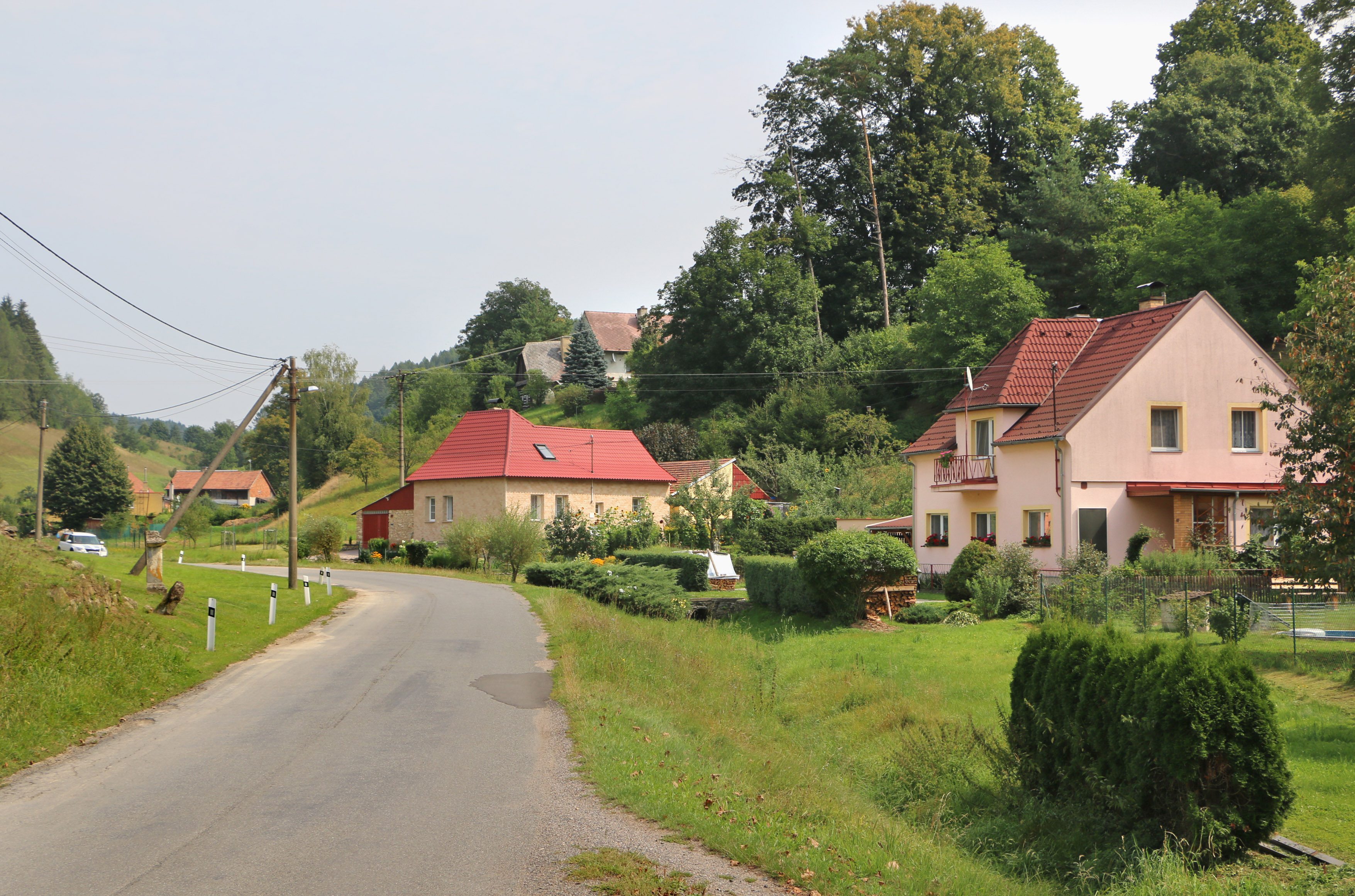
Střed vesnice
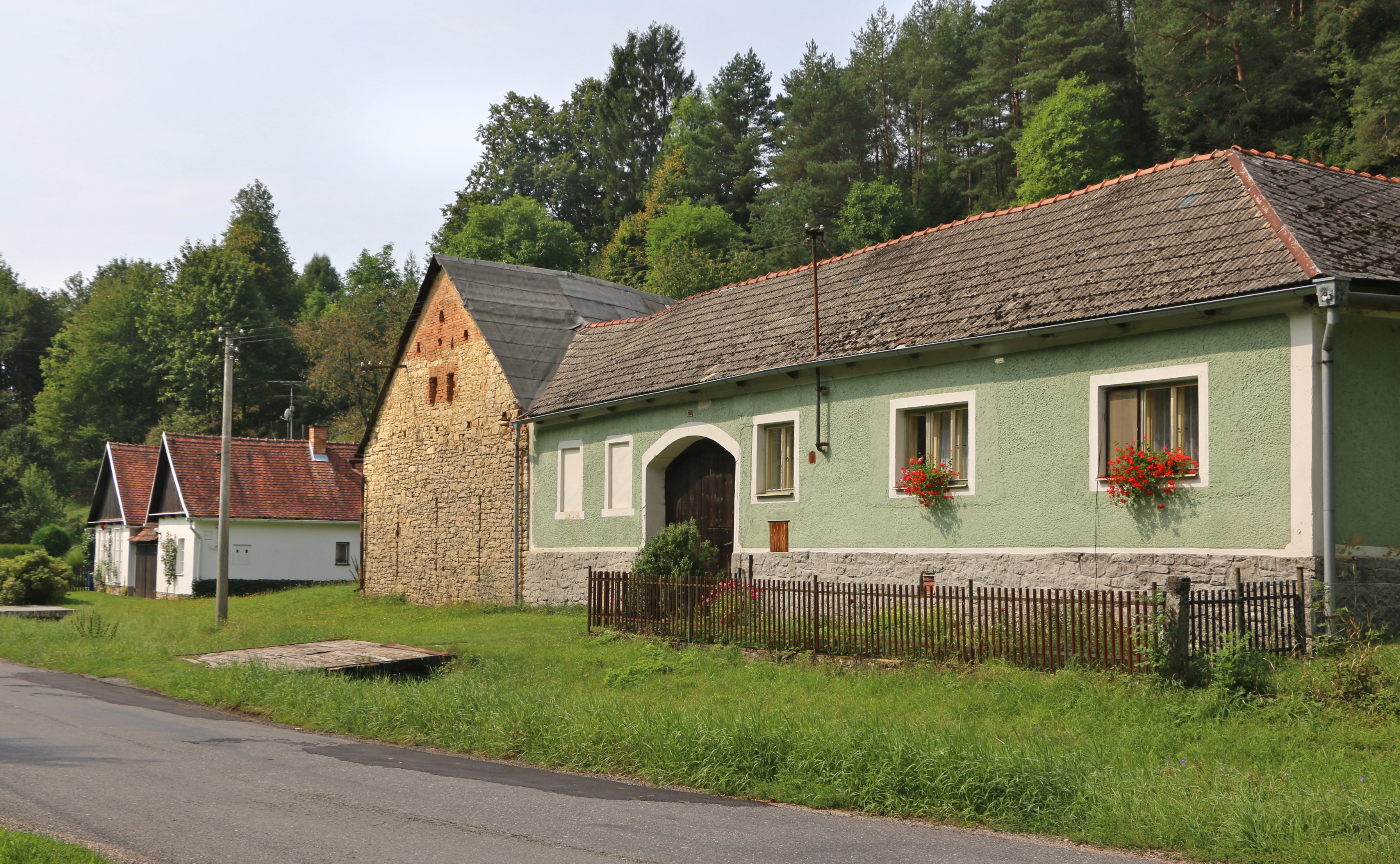
dům čp. 175
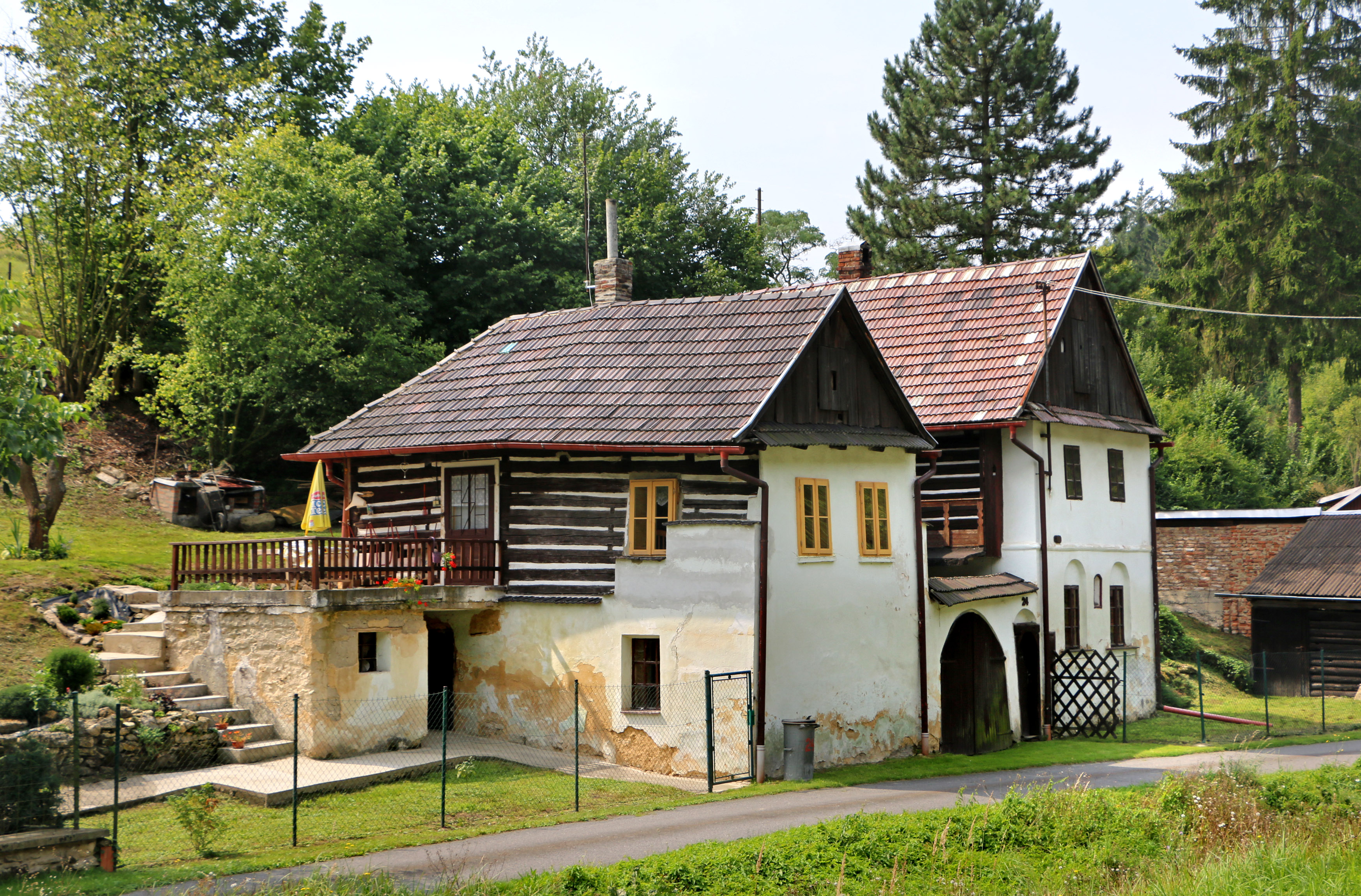
dům čp. 24
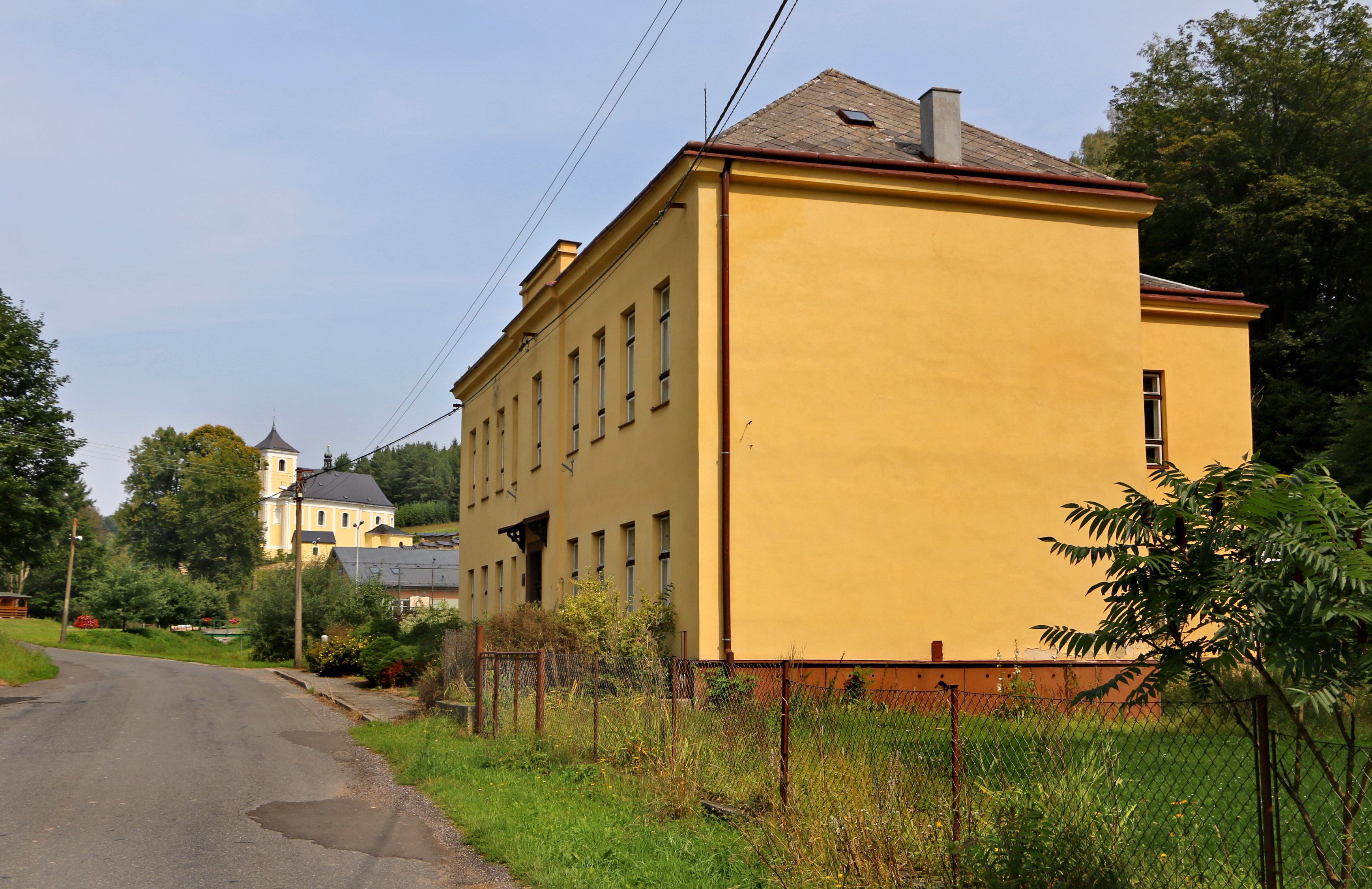
Bývalá škola